# Lope Fernández de Luna

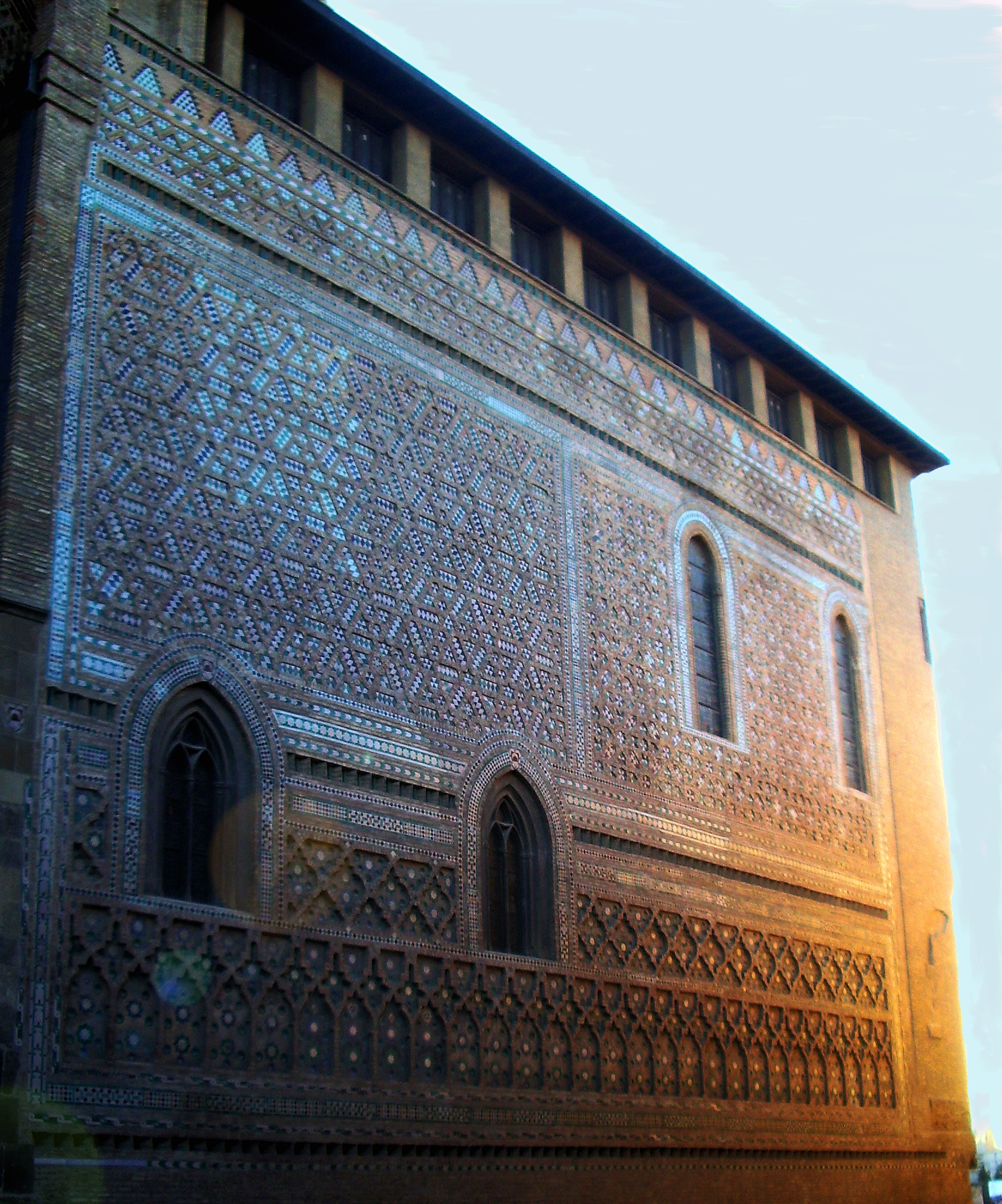
Muro mudéjar de la capilla de San Miguel, comúnmente llamada «parroquieta» de la Seo o catedral de Zaragoza, costeada por Lope Fernández de Luna y donde se encuentra su sepulcro.

Lope Fernández de Luna (¿1321?-Zaragoza, 15 de enero de 1382), señor de Luceni, fue un religioso y militar español.

## Biografía
Fue primero obispo de Vic y en 1351 fue nombrado por Clemente VI arzobispo de Zaragoza.
Fue también Consejero de armas de Pedro IV el Ceremonioso quien, en 1359, le puso al mando, junto a otros capitanes, de la defensa de Zaragoza y, en 1370, al frente de la defensa de la comarca de Calatayud —sometida a las incursiones de Castilla—, momento en que mandó construir el Castillo de Mesones de Isuela.
Promovió y pagó a su costa la construcción mudéjar de la Capilla de San Miguel (llamada comúnmente «La Parroquieta») de la Seo de Zaragoza, donde se encuentra enterrado. Patrocinó, asimismo, la construcción del Convento del Santo Sepulcro de dicha ciudad.
| Predecesor: Hug de Fenollet           | Obispo de Vic 1349-1352         | Sucesor: Ramón de Bellera            |
| Predecesor: Guillermo de Aigrefeuille | Arzobispo de Zaragoza 1351-1380 | Sucesor: García Fernández de Heredia |